# Загай (стоянка)
Загай, Козинці-Загай, Загай I — археологічна стоянка середньокам'яної доби, розташована в урочищі Загай біля затопленого 1973 року водами Канівського водосховища села Козинці колишнього Переяслав-Хмельницького району (тепер Бориспільського району) Київської області.
Виявлена А. П. Савчуком.За Загайською стоянкою було названо загайську групу стоянок і локальний різновид Дніпро-прип'ятської культури, що була виділена Дмитром Телегіним. У сучасній українській археології Загайську стоянку відносять до Зимівниківської культури.
Стоянка розташована на краю піщаного узвишшя, в заплаві Дніпра й лівого берега річки Трубіж, що тут впадає у Дніпро. Висота місцезнаходження над рівнем заплави — 4-6 м. Матеріали зібрані у видуві, де вони залягали у вигляді скупчення округлої форми діаметром у декілька метрів. Останнє стало помітним після того, як почалося вивітрювання підґрунтя. Наявність ортштейнів вказує на те, що ця ділянка дюни попередньо не перевіювалася. А. П. Савчук вважає, що в районі скупчення було невелике помешкання, трохи впущене в материк. Скупчення мало округлу лінзу глибиною 0,5 м від підстави ґрунтового шару.

## Інвентар
Тут зібрано приблизно 700 оброблених кременів, серед яких орієнтовно 100 знарядь. Кремінна сировина одноманітна, досить хорошої якості, очевидно, мореного походження, різних відтінків — від чорно-сірого до білого й жовтого.
Нуклеусів 41, серед них правильно огранених мало, серед яких:
- 2 конічних косоплощадних;
- 6 конічних прямоплощадних, 1 із яких мікролітитичний.

Сколювання пластин одностороннє. Пластини переважно середніх розмірів. Частина їх із ретушшю. Одна пластина з виїмками. Більші екземпляри пластин перетворені на ножі. Два такі інструменти мають товсту круторетушовану спинку.
Скребків 40. Виготовлені вони переважно зі сколів. Лише 7 кінцевих скребків на укорочених пластинах; Найчисельні (30 штук) підокруглі скребки на сколах; 8 округлих скребків, зокрема високої форми.
Різців 12, серед яких серединні на сколах і виготовлені на розі зламаною пластини.
Багато трапецій — 30 штук, 4 з яких високі, інші середніх пропорцій. Частина виготовлена зі сколів, іноді із залишками кірки жовна.
Своєрідними мікролітичними знаряддями є 5 сегментовидних вістрів, з характерним дугастим краєм, сформованим за допомогою крутою, крайової ретуші, в одного вістря додатково затуплена ретушшю основа. Споріднені за технікою виготовлення до сегментовидних вістрів 4 невеликі вістря у вигляді сколів з вирівняним краєм із крутою крайовою ретушшю. Сегментовидні вістря та відщепи з вирівняним краєм помітно відрізняються від інших вістрів із затупленим краєм, зокрема типу Ставинога — Кудлаївка.
Макролітичні вироби представлені кількома сокироподібними знаряддями невеликих розмірів і неусталених форм.